# Centro comercial La Loma
La Loma es un centro comercial y de ocio ubicado en el barrio de Las Lagunillas de la ciudad de Jaén (España). El centro, fue inaugurado en 1991 y cuenta con más de 50 establecimientos, entre los que se encuentra un hipermercado, artículos de moda, complementos y otros servicios de ocio, como multicines, con 7 salas, y restaurantes.

## Historia
El centro comercial se inauguró en 1991, cuenta con un hipermercado, Pryca (posteriormente Carrefour), de 18 500 metros cuadrados y una galería comercial 9700 metros cuadrados.

## Situación
El centro comercial se sitúa en la antigua N-323. Tiene fácil acceso desde la ciudad por la avenida Antonio Pascual Acosta y desde la Carretera de Granada. Las líneas 4, 12 y 14 de autobuses urbanos, realizan trayecto cada 30 minutos hacia el Centro comercial, desde las 7:55 hasta las 22:30.